# Ferias de Medina del Campo
Las ferias de Medina del Campo fueron un evento comercial y cultural que comenzó a desarrollarse en la ciudad española de Medina del Campo (Valladolid) a principios del siglo XV a instancias de Fernando de Antequera —que por entonces era señor de esta villa—, según cuenta el cronista Lorenzo Galíndez de Carvajal:

Don Fernando hizo la feria que hoy se celebra en Medina
Galíndez de Carvajal

Con las ferias y el empleo de las letras de cambio y actividades financieras se instaló la modernidad entre los mercaderes, bien alejada ya del proceder de la Edad Media. A lo largo de todo el siglo XV las ferias fueron alcanzando prestigio y popularidad; los viajeros y cronistas dejaron escritas abundantes descripciones en las que no faltan las alabanzas y las comparaciones (siempre a favor) con otras ferias famosas. Los Reyes Católicos las protegieron y enriquecieron llegando a considerarlas como «ferias generales del reino» en 1491.
Los reyes avalaron y ratificaron con algunas mejoras las Ordenanzas sobre aposentamientos, mercaderes y puestos de venta que en 1421 había dotado Leonor de Alburquerque la esposa de Fernando de Antequera.
Se celebraban dos veces al año, mayo y octubre y su duración era de cincuenta días. Los mercaderes acudían desde otros reinos tanto de España como del extranjero, de lugares con una gran tradición ferial como podía ser Portugal, Francia, Italia y Flandes. En cuanto a las mercancías eran muchas y variadas, desde comestibles hasta obras de arte.